# Consejo Supremo de Guerra (Japón)
El Consejo Supremo de Guerra (軍事参議官会議 Gunji sangikan kaigi?) fue un organismo consultivo que se estableció durante el desarrollo de un gobierno representativo en el Periodo Meiji, con el objetivo de afianzar la autoridad estatal. Su primer líder fue Yamagata Aritomo, padre del ejército japonés moderno y primero en ocupar el cargo de primer ministro en el Japón constitucional. El Consejo Supremo de Guerra fue el gabinete de facto del Japón antes de la segunda guerra sino-japonesa.

## Conferencia de enlace
Desde noviembre de 1937 y por orden directa del Emperador Shōwa, el Gunji sangikan kaigi fue remplazado en funciones por la Conferencia de enlace entre el Gobierno y el Cuartel General Imperial. Estas conferencias de enlace estaban destinadas a posibilitar una integración de las decisiones y necesidades de los dos brazos militares imperiales con los recursos y políticas del gobierno japonés. Las decisiones finales de estas conferencias eran formalmente presentadas y aprobadas en una conferencia imperial, presidida por el Emperador Hirohito en persona en el Kyūden del Palacio Imperial de Tokio. 
Entre sus miembros estaban las siguientes personalidades:
- El Emperador de Japón
- El primer ministro
- El Ministro de Asuntos Exteriores
- El Ministro de la Guerra
- El Ministro de la Marina
- El Jefe del Estado Mayor del Ejército
- El Jefe del Estado Mayor de la Armada

En los días previos al Ataque a Pearl Harbor, los miembros más notables de la conferencia fueron:
- Emperador Shōwa
- Primer Ministro: General Tōjō Hideki
- Ministro de Asuntos exteriores: Tōgō Shigenori
- Ministro de Guerra: General Tōjō Hideki
- Minister de la Armada: Almirante Shimada Shigetarō
- Jefe del Estado Mayor del Ejército: General Sugiyama Hajime
- Jefe del Estado Mayor de la Armada: Almirante Nagano Osami

## Consejo Supremo para la dirección de la Guerra
En 1944, el primer ministro Kuniaki Koiso estableció el "Consejo Supremo para la dirección de la Guerra" ( Saikō sensō shidō kaigi?), que remplazó al anterior "Consejo Supremo de Guerra". A final del conflicto, hacia el 14 de agosto de 1945 estaba compuesto por:
- Primer Ministro: Almirante Suzuki Kantarō
- Ministro de Asuntos exteriores: Tōgō Shigenori
- Ministro de Guerra: General Anami Korechika
- Minister de la Armada: Almirante Yonai Mitsumasa
- Jefe del Estado Mayor del Ejército: General General Yoshijirō Umezu
- Jefe del Estado Mayor de la Armada: Almirante Toyoda Soemu